# Patrimoni dell'umanità della Nigeria
I patrimoni dell'umanità della Nigeria sono i siti dichiarati dall'UNESCO come patrimonio dell'umanità in Nigeria, che è divenuta parte contraente della Convenzione sul patrimonio dell'umanità il 23 ottobre 1974.
Al 2022 i siti iscritti nella Lista dei patrimoni dell'umanità sono due, mentre quattordici sono le candidature per nuove iscrizioni. Il primo sito, il Paesaggio culturale di Sukur, è stato iscritto nella lista nel 1999, durante la ventitreesima sessione del comitato del patrimonio mondiale. Sei anni dopo, nella ventinovesima sessione, il Bosco sacro di Osun-Osogbo è divenuto il secondo sito nigeriano riconosciuto dall'UNESCO. Entrambi i siti sono considerati culturali, secondo i criteri di selezione.

## Siti del Patrimonio mondiale
| Foto | Sito                         | Luogo    | Tipo                          | Anno | Descrizione |
| ---- | ---------------------------- | -------- | ----------------------------- | ---- | --- |
|      | Paesaggio culturale di Sukur | Madagali | Culturale (938; iii, v, vi)   | 1999 | Il paesaggio culturale di Sukur, con il Palazzo del Hidi (Capo) su una collina che domina i villaggi sottostanti, i campi terrazzati e i loro simboli sacri, e gli ampi resti di un'antica fiorente industria siderurgica, è un'espressione fisica straordinariamente intatta di una società e la sua cultura spirituale e materiale. |
|      | Bosco sacro di Osun-Osogbo   | Osogbo   | Culturale (1118; ii, iii, vi) | 2005 | La fitta foresta del Bosco sacro di Osun, alla periferia della città di Osogbo, è uno degli ultimi resti di foresta alta primaria nel sud della Nigeria. Considerata la dimora della dea della fertilità Oshun, uno degli dei del pantheon yoruba, il paesaggio del boschetto e del suo fiume sinuoso è costellato di santuari, sculture e opere d'arte in onore di Oshun e di altre divinità. Il bosco sacro, che ora è visto come un simbolo di identità per tutto il popolo Yoruba, è probabilmente l'ultimo nella cultura Yoruba. Testimonia la pratica un tempo diffusa di stabilire boschi sacri al di fuori di tutti gli insediamenti. |

## Siti candidati
| Foto | Sito                                                                        | Luogo                                                                | Tipo                            | Anno       | Descrizione |
| ---- | --------------------------------------------------------------------------- | -------------------------------------------------------------------- | ------------------------------- | ---------- | --- |
|      | Benin Iya / Eredo di Sungbo                                                 | Benin City, Ijebu Ode                                                | Culturale (488; ii, iii, iv, v) | 01/11/1995 | Un complesso di 6 500 km² di lavori di sterro della comunità corre per circa 16 000 km nella zona della foresta pluviale del Benin. Il nucleo di questo complesso è costituito da piccoli recinti di insediamenti densi con stretti cordoni sanitari (terre di nessuno) e risalgono a circa l'VIII secolo d.C. Alla periferia, i lavori di sterro hanno recinti primari più grandi e distanziati (compreso quello di Benin City stesso), cordoni sanitari molto più ampi e risalgono al XV secolo d.C. circa. Più a ovest, intorno a Ijebu Ode, un terrapieno profondo 15 metri e lungo 150 chilometri, è apparentemente un'estensione della stessa tecnica raffigurante una fase successiva dello sviluppo sociopolitico in una cultura adiacente. |
|      | Vecchia Oyo                                                                 | Igbeti                                                               | Culturale (489; ii, v)          | 01/11/1995 | Vecchia Oyo è il sito di una grande città abbandonata intorno al 1837. Il complesso del vecchio palazzo e un antico serbatoio d'acqua si trovano all'interno dell'area di 200 ettari racchiusa da un muro lungo 7,5 km. Due muri perimetrali concentrici con fossati, lunghi 18 e 28 km, racchiudono quasi 3 000 ha: un terzo di questi è coperto dalle rovine di precedenti edifici in fango e un terzo da resti sparsi che si presume siano appartenuti ad abitazioni più effimere. Corpi di guardia nelle porte delle mura, pozzi, cisterne e cavità di macinazione forniscono prove di un insediamento passato molto esteso. La costruzione in blocchi di fango delle vecchie mura è esemplificata al meglio su un anello murario lungo 16 km, che racchiude altri 2 000 ha. |
|      | Kwiambana e/o Ningi                                                         | Maru, Ningi                                                          | Culturale (492; ii, iii, iv)    | 01/11/1995 | Le rovine di Kwiambana giacciono sopra e intorno a un inselberg di granito a due punte in quella che fino a poco tempo fa era un'area relativamente inaccessibile della Riserva di caccia di Kwiambana. Le strutture di fango ben conservate sono racchiuse da un argine alto da cinque a sette metri e da un fossato che diventa un muro di blocchi di fango con feritoie dove la cinta muraria circolare passa sulla roccia nuda, ed è un muro di macerie naturali lungo molte altre sezioni. Ci sono alcuni bassi muri di pietra libera che racchiudono il ripido pendio della collina e diversi siti in piano dove potrebbero essere state costruite case. |
|      | Oban Hills / Korup                                                          | Cross River                                                          | Naturale (493; viii, ix, x)     | 01/11/1995 | La foresta pluviale di Oban Hills si trova nella parte meridionale del Parco nazionale di Cross River nel sud-est della Nigeria e confina con il Parco nazionale di Korup nel Camerun occidentale. Le ripide colline sono ricoperte da un'antica foresta pluviale di tipo biafrano. Un "collo" tra le enclavi dei villaggi funge da collegamento cruciale tra due sezioni delle colline di Oban. |
|      | Mangrovie del delta del Niger                                               | Abia, Akwa Ibom, Bayelsa, Cross River, Delta, Edo, Imo, Ondo, Rivers | Naturale (494)                  | 01/11/1995 | Il delta del Niger è delimitato da una profonda cintura di foresta di mangrovie, che protegge vaste aree paludose d'acqua dolce nel delta interno. Gli alberi e le radici forniscono habitat ricchi per un'ampia gamma di flora e fauna, gran parte della quale sta appena iniziando a essere compresa. |
|      | Parco nazionale di Gashaka-Gumti                                            | Adamawa, Taraba                                                      | Naturale (495; vii, x)          | 01/11/1995 | Il parco nazionale più grande e diversificato della Nigeria è immerso in uno scenario spettacolare con le vette più alte del paese, Chappal Waddi ("Montagna della morte") a 2 400 metri e Chappal Hendu ("Montagna del vento") a 2 030 metri. La vegetazione è costituita da un intricato mosaico di savana della Guinea, foresta a galleria, foresta montana e praterie montane. La tradizione serve a proteggere alcune delle più alte popolazioni di primati dell'Africa occidentale, compresi gli scimpanzé. Il resto della fauna include l'ilochero, il leopardo, il leone, l'ippopotamo, il bufalo, l'alcelafo, il cefalofo dal dorso giallo e un'abbondanza di avifauna. |
|      | Oke Idanre (collina di Idanre)                                              | Idanre                                                               | Culturale (5169; ii, iii, v)    | 08/10/2007 | La collina di Oke Idanre è costituita da un alto pianoro con valli spettacolari intervallate da inselberg di circa 3000 piedi sul livello del mare. I suoi attributi fisici includono il palazzo di Owa, i santuari, la vecchia corte, il campanile, l'impronta del piede di Agboogun, l'acqua del tuono (Omi Aopara) e i tumuli e i terreni funerari. Ha anche ecosistemi diversi e variegati di flora e fauna. Oke Idanre contiene caratteristiche biofisiche e della forma del terreno molto importanti la cui interazione con le caratteristiche fisiche ha creato un paesaggio culturale duraturo. |
|      | Via degli schiavi di Long Juju ad Arochukwu (complesso del tempio rupestre) | Arochukwu                                                            | Culturale (5170; iii, vi)       | 08/10/2007 | Gli Aro furono in grado di manipolare il loro oracolo centrale, Ibini Ukpabi (noto anche come "Long-Juju") in modo tale che diventasse la macchina giudiziaria in ogni comunità Igbo. Confidando nell'efficacia dell'oracolo, le persone che avevano delle dispute vi andavano a regolare i loro conti. Le vittime colpevoli diventavano proprietà degli dei e alla fine venivano venduti come schiavi o mantenuti come proprietà domestica dei sacerdoti Aro. |
|      | Antiche mura della città di Kano e siti associati                           | Kano                                                                 | Culturale (5171; iii, v, vi)    | 08/10/2007 | Le antiche mura della città di Kano sono una struttura difensiva di 14 km di raggio, mentre i siti associati includono la collina di Dala, il mercato di Kurmi e il palazzo dell'emiro. Le antiche mura della città di Kano furono costruite per fornire sicurezza alla crescente popolazione. La fondazione per la costruzione del muro fu posta da Sakri Gijimasu dal 1095 al 1134 e fu completata a metà del XIV secolo durante il regno di Zamnagawa. Nel XVI secolo le mura furono ulteriormente ampliate alledimensioni attuali. Le porte sono antiche quanto le mura e servivano per controllare il movimento delle persone dentro e fuori la città. La maggior parte del complesso è oggi in rovina. |
|      | Paesaggio culturale di Surame                                               | Silame                                                               | Misto (5172; i, vii)            | 08/10/2007 | L'antico regno di Surame è esistito intorno al XV e XVI secolo. È un sito davvero unico con una superficie di circa 9 km², in cui un terzo delle reliquie ha tracce di insediamenti umani come fondamenta di edifici Hausa, resti di recinti composti, macerie murarie, pozzi, cocci. Altre caratteristiche del sito sono le mura, le grate, il baobab, la trincea e i fossati. |
|      | Monoliti di pietra di Alok Ikom                                             | Ikom                                                                 | Culturale (5173; i, iii)        | 08/10/2007 | I monoliti di pietra di Alok Ikom presentano una forma di scrittura e un complesso sistema di informazioni codificate. Sebbene sembrino condividere le stesse caratteristiche generali, ogni pietra, come l'impronta del dito umano, è unica rispetto a ogni altra pietra nel suo design ed esecuzione. Le immagini geometriche sui monoliti suggeriscono che i loro creatori possedessero più di una conoscenza di base della matematica, non solo perché sono geometriche, ma anche per l'ovvia implicazione che c'erano calcoli e numeri sulla disposizione delle pietre. |
|      | Grotte di Ogbunike                                                          | Oyi                                                                  | Misto (5174; vi, vii)           | 08/10/2007 | Le grotte di Ogbunike sono associate a tradizioni viventi e si dice che siano state utilizzate dalle persone per molti secoli. Il sito conserva ancora il suo significato storico e spirituale. Un festival annuale chiamato "Ime Ogbe" viene celebrato in commemorazione della scoperta delle grotte. La biodiversità del sito è rimasta pressoché intatta ed è attestata dalla presenza delle foreste primarie intorno alle grotte. Il fiume Nkisa, in cui defluisce l'acqua dalle grotte, scorre a lato delle grotte e forma una polla dove si può sentire la differenza di temperatura tra l'acqua del fiume e quella della roccia. |
|      | Paesaggio culturale del lago Ciad                                           | Borno, Yobe (condiviso con Camerun, Ciad e Niger)                    | Misto (6360; ii, iii, vii, ix)  | 07/11/2018 | Il lago Ciad ha la particolarità di essere ricoperto da centinaia di isole, molte delle quali abitate da diverse comunità (Kotoko, Mouloui, Barma, Boulala, Babalia, Kanembou, Hausa, ecc.) che vivono delle sue risorse e perpetuano modi di vita garantendo la loro resilienza. Questa convivenza tra uomo e natura, che dura da secoli, dona una vera dimensione di paesaggio culturale a questo immenso lago. La presenza umana intorno al lago risale al Paleolitico. La civiltà Sao, che è la più antica, designa sostanzialmente un gruppo di popolazioni che sarebbero venute dalla Valle del Nilo e che avrebbero popolato i dintorni del lago Ciad intorno al V secolo a.C. A livello naturale, l'ambiente del lago Ciad presenta un eccezionale mosaico di formazioni vegetali che si alternano tra boscose ed erbacee e sono costellate di oasi e zone umide di importanza internazionale. |
|      | Parchi nazionali di Cross River - Korup - Takamanda (CRIKOT)                | Cross River (condiviso con Camerun)                                  | Naturale (6204; ix, x)          | 04/06/2020 | I parchi nazionali Cross River-Korup-Takamanda (CRIKOT) si trovano tra il fiume Cross nel sud-est della Nigeria e il fiume Sanaga nel Camerun occidentale. L'area si distingue biogeograficamente perché è una roccaforte di notevole ricchezza di specie centrata sull'Altopiano occidentale del Camerun, una catena discontinua di montagne e altopiani di origine vulcanica che si estendono per circa 14 000 km², attraverso la quale corre il confine tra Nigeria e Camerun. Le morfologie altamente complesse dell'area includono vari ecosistemi di pianura come le paludi costiere di mangrovie e boschi di savana più nell'entroterra. Questi boschi si classificano come foreste su terreni più elevati, comprese alcune delle foreste pluviali tropicali di più alta statura e più ricche di specie sulla Terra.                                                                            |